# Yanceyville
Yanceyville är administrativ huvudort i Caswell County i North Carolina. Administrativ huvudort blev Yanceyville år 1792, dock inte under det namnet. Ortnamnet var fram till år 1833 Caswell Court House. Yanceyville hade 2 039 invånare enligt 2010 års folkräkning.